# حسان جميل
حسان جميل (7 أكتوبر 1991) لاعب كرة قدم بحريني يلعب حاليا لصالح نادي الدرجة الأولى الرفاع البحريني في خط الوسط من 2015.

## الإنجازات

### الرفاع
- الدوري البحريني الممتاز (2): 2012، 2014
- كأس ملك البحرين (1): 2010
- كأس الاتحاد البحريني (1): 2014

### منتخب البحرين
- كأس الخليج للمنتخبات الأولمبية (1): 2013